# Księżna de Langeais

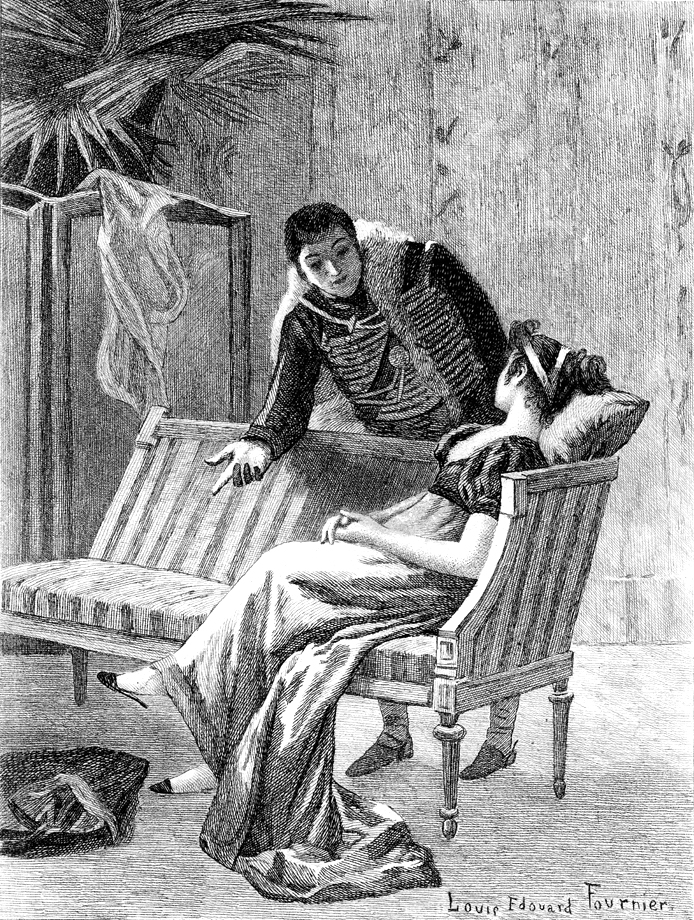

Księżna de Langeais (oryg. fr. La Duchesse de Langeais) – powieść Honoré de Balzaca z cyklu Komedia ludzka. Miała stanowić część większej, nieukończonej całości pod tytułem Historia trzynastu. Po raz pierwszy została opublikowana w roku 1834 w gazecie Écho de la jeune France. Utwór został zadedykowany Ferencowi Lisztowi. Pierwotny tytuł utworu miał brzmieć Ne touchez pas la hache (Nie dotykaj siekiery).

## Okoliczności powstania utworu
Balzak opisując relacje pomiędzy Armandem de Montriveau i Antoniną de Langeais w dużej mierze opierał się na własnym, burzliwym uczuciu do księżnej de Castries. Arystokratka ta nawiązała z pisarzem kontakt listowny w 1831, początkowo anonimowo, dzieląc się z nim swoimi uwagami dotyczącymi opublikowanych wcześniej Fizjologii małżeństwa oraz Jaszczura. Początkowo kobieta podpisywała się jako Kobieta, która nie chce się dać poznać, następnie, na wyraźną prośbę Balzaka, ujawniła swoją tożsamość. Znajomość z nią pozwoliła pisarzowi stać się stałym gościem salonów arystokratycznych Paryża, o czym marzył od kilku lat. Balzak zakochał się w księżnej; chęć zbliżenia się do kobiety skłoniła go do przyjęcia za swoje poglądów monarchistycznych, próbował również zostać deputowanym i zaczął prowadzić arystokratyczny tryb życia. W lecie 1832, mimo prowadzenia w tym czasie prac nad kilkoma kolejnymi utworami, udał się razem z ukochaną do Aix-en-Provence. W październiku tego samego roku miał udać się razem z księżną i jej szwagrem, księciem de Fitz-James, powozem do Włoch. Nieoczekiwanie jednak, w trakcie przejazdu przez Szwajcarię, pisarz opuścił swoich towarzyszy. Nigdy nie ujawnił konkretnych przyczyn zerwania z księżną, twierdził jednak, że relacje z nią były przyczyną ogromnych cierpień, a odzyskanie spokoju umożliwiła mu jedynie intensywna praca pisarska.
W 1833, w czasie pobytu w towarzystwie Eweliny Hańskiej w Genewie, Balzak zdecydował się napisać powieść, której treść byłaby inspirowana własnymi doświadczeniami związanymi z księżną, chociaż ostatecznie pogodził się z nią i utrzymywał z nią poprawne, salonowe stosunki. Postać pani de Castries stała się zresztą inspiracją dla szeregu innych bohaterek kobiecych, jakie pojawiają się w Komedii ludzkiej. Również pierwsza lektura dzieła miała miejsce w salonie księżnej, która rozpoznała się w tytułowej bohaterce.

## Treść
Armand de Montriveau, generał, dawny żołnierz napoleoński i jeden z członków tajemniczego i wpływowego stowarzyszenia Trzynastu (przypominającego pod względem swoich obyczajów masonerię), zakochuje się w jednej z najpiękniejszych arystokratek paryskich, Antoninie de Langeais. Księżna jest jednak płochą kokietką, formalnie zamężną, lecz w istocie prowadzącą osobny dom, zainteresowaną jedynie balami i przyjęciami. Na przemian daje generałowi nadzieję na trwały związek i odpycha go. Idąc za radą swojego przyjaciela, Ronquerollesa, Montriveau decyduje się użyć bardziej zdecydowanych środków: porywa księżnę i grozi jej okaleczeniem, po czym nagle zwraca jej wolność i zrywa z nią wszelkie kontakty. Dopiero wówczas Antonina de Langeais rozumie, jaki błąd popełniła i próbuje za pośrednictwem swojego kuzyna spotkać się raz jeszcze z odtrąconym adoratorem. Przez nieszczęśliwy zbieg okoliczności do spotkania tego nie dochodzi. Dopiero po latach Montriveau dowiaduje się, że jego ukochana chciała wówczas zacząć wszystko od nowa i podejmuje jej poszukiwania. Znajduje ją w klasztorze na Majorce pod imieniem siostry Teresy, a w czasie spotkania z nią w obecności przeoryszy jest w stanie zgadnąć, że kobieta nadal go kocha. Pragnie z pomocą Trzynastu porwać ją i wywieźć do Francji, jednak kobieta umiera. 

## Cechy utworu i recepcja
Balzak uważał utwór za jedno z najlepszych napisanych przez siebie studiów kobiecości. Pisząc bezpośrednio po zakończeniu pracy do Eweliny Hańskiej twierdził jednak, że dzieło to nie zyska powszechnego poklasku. Wynikało to z faktu, iż 
księżna miała być jednak w pierwszym rzędzie bohaterką typową, reprezentatywną dla swojego środowiska, kobietą z wyższych sfer, dla której liczą się wyłącznie pieniądze, popularność w kręgach towarzyskich oraz uroda. Jest zresztą wzmiankowana w wielu innych tomach Komedii ludzkiej właśnie jako jedna z wielkich dam Paryża, adorowanych i nieosiągalnych, formalnie zamężnych, lecz nie przywiązujących do tego większej wagi (przy równoczesnej zupełnej obojętności męża), w z góry zaaranżowanym przez rodzinę związku, a przy tym niezwykle bogatych i rozrzutnych. Tym samym Balzak jawnie występował przeciwko wielkiemu światu paryskiemu, w którym sam się obracał. Kontrastem dla postaci księżnej miał być generał de Montriveau, którego Balzak zamierzał uczynić postacią doskonałą i zarazem upiększonym obrazem samego siebie.
Podobnie jak w pozostałych napisanych komponentach Historii Trzynastu (utworach Ferragus i Dziewczyna o złotych oczach) elementy romantyczne przeważają nad realistycznymi. Balzak tworzy atmosferę tajemnicy, zagadek usytuowanych w pozornie powszechnie znanym i zrozumiałym świecie wyższych sfer Paryża, gwałtownych uczuć w miejscu, gdzie pozornie prawdziwa namiętność jest całkowicie odrzucana. Każdy z tych utworów rozpoczyna się zagadką (w tym wypadku tajemniczą wyprawą Armanda de Montriveau na Majorkę), której rozwiązanie dokonuje się w Księżnej de Langeais poprzez stosowanie retrospekcji i przywoływanie wydarzeń o pięć lat wcześniejszych. 

## Ekranizacje
- La Duchesse de Langeais, 1942
- La Duchesse de Langeais, reż. Jean-Daniel Verhaeghe, 1995
- Ne touchez pas la hache, reż. Jacques Rivette, 2007